# NGC 360
NGC 360 (другие обозначения — ESO 79-14, FGCE 119, PGC 3743) — галактика в созвездии Тукан. Джон Дрейер описывал её «очень слабая, очень расширенная 145 °, немного более яркая середина».
По оценкам, расстояние до Млечного Пути 98 миллионов световых лет, диаметр около 110 000 световых лет.
Объект был обнаружен 2 ноября 1834 года британским астрономом Джоном Фредериком Уильямом Гершелем.
Этот объект входит в число перечисленных в оригинальной редакции «Нового общего каталога».